# أعمال اللجنة الأثرية القوقازية المجموعة
أعمال اللجنة الأثرية القوقازية هو منشور رسمي للوثائق المستخرجة من أرشيفات المديرية الرئيسة عن القوقاز.

## تاريخ النشر
أُنشئَت اللجنة الأثرية القوقازية بمبادرة من نيكولاي ألكسندر، رئيس المديرية الرئيسة لنائب الملك في القوقاز. تأسست اللجنة في 11 مارس 1864 من نائب الملك في القوقاز، الدوق الأكبر ميخائيل نيكولايفيتش [الإنجليزية].
وكانت اللجنة مسؤولة عن:
- التطوير التفصيلي للأرشيفات الرئيسية لمنطقتي القوقاز وما وراء القوقاز، واستخراج ونشر أهم المعالم التاريخية والوثائق ذات الأهمية في طبعات منفصلة؛
- إعداد دراسات مفصلة حول تطور الإدارة المدنية في منطقة القوقاز تحت الحكم الروسي؛
- تجميع ونشر في كتاب منفصل، كمساعد ضروري لاستخدام منشورات هذه اللجنة، قائمة جرد عامة للوثائق لجميع المجلدات، وفهرس موضوعي وأبجدي وقائمة بالتعليمات المتعلقة بمنطقة القوقاز؛
- توزيع ملفات الأرشيف التابعة للمديرية العامة السابقة لنائب ملك القوقاز على ثلاث فئات - مع مراعاة ما يلي:
  - التدمير الفوري
  - التخزين المؤقت
  - تخزين دائم

كان أول رئيس للجنة الآثار القوقازية هو أ. ب. بيرغر، الذي استقطب للتعاون ميرزا فتح علي ، الذي ترجم جميع الوثائق الشرقية المضمنة في المجلد الأول من أعمال اللجنة، آي. جي. بيرزينوف، والمؤرخ وعالم الآثار الجورجي د. ز. باكرادزه [الإنجليزية] . بعد وفاة أ. ب. بيرغر في عام 1886، تم نشر المجلة تحت رئاسة تحرير كوبياكوف (المجلدين الأخيرين).

## محتويات المنشور

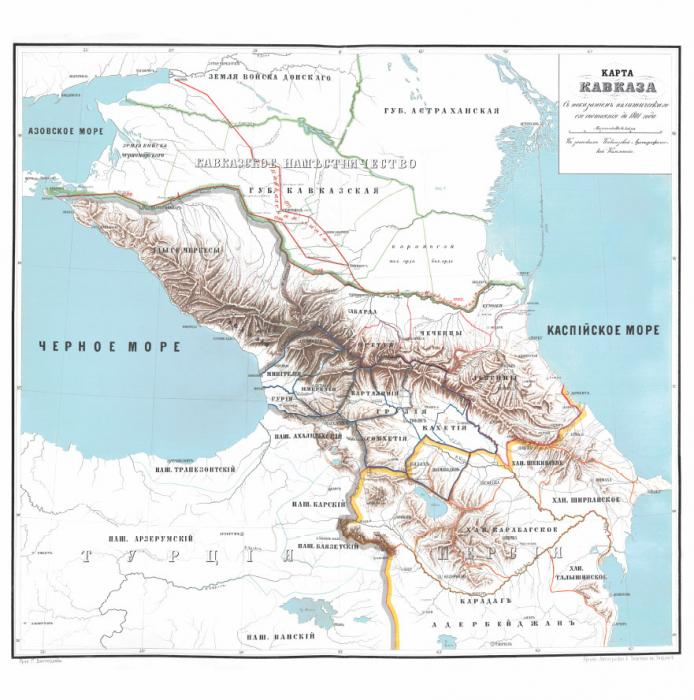
ورقة خريطة أعمال الرسل

تتكون الأعمال من 12 مجلدًا (المجلد السادس يتكون من جزأين). تحتوي على مصادر قيمة عن تاريخ شعوب القوقاز: السجلات العربية، والفرمانات ، والغوجارات (مواثيق الامتياز) وغيرها من القوانين، وخاصة من القرن الرابع عشر إلى النصف الأول من القرن التاسع عشر باللغات الجورجية ، والأرمنية ، والروسية ، والعربية ، والفارسية ، والأذربيجانية ، والتركية مع الترجمة الروسية، فضلاً عن أنساب الخانات والسلاطين المحليين.
يتضمن كل مجلد وثائق من عهد أحد حكام القوقاز أو غيره.
وقد أشار الخبير الشهير في شؤون القوقاز بوكروفسكي ، الذي أشاد بشدة بـ الأعمال، وقد تم اختيار المواد فيها تم بشكل حصري تقريبًا من وجهة نظر التاريخ العسكري.

## النشر
وكان نشر الأعمال مكلفًا للغاية. وأثيرت مسألة إغلاق اللجنة الأثرية. كان يوجد في مقر قوات المنطقة العسكرية القوقازية [الإنجليزية] قسم للتاريخ العسكري، والذي نشر العديد من المجلدات القيمة عن تاريخ الحروب القوقازية.

## قائمة المجلدات
| الرقم | السنة | المحرر                     | الصفحات | ISBN (إعادة الطبعة)    |
| ----- | ----- | -------------------------- | ------- | ---------------------- |
| 1     | 1866  | أدولف بيتروفيتش بيرجه      | 827     | ISBN 978-5-458-04497-4 |
| 2     | 1868  | أدولف بيتروفيتش بيرجه      | 1238    |                        |
| 3     | 1869  | أدولف بيتروفيتش بيرجه      | 767     | ISBN 978-5-458-67808-7 |
| 4     | 1870  | أدولف بيتروفيتش بيرجه      | 1019    | ISBN 978-5-458-67809-4 |
| 5     | 1873  | أدولف بيتروفيتش بيرجه      | 1187    | ISBN 978-5-458-67810-0 |
| 6/1   | 1874  | أدولف بيتروفيتش بيرجه      | 957     |                        |
| 6/2   | 1875  | أدولف بيتروفيتش بيرجه      | 954     |                        |
| 7     | 1878  | أدولف بيتروفيتش بيرجه      | 1011    | ISBN 978-5-458-67811-7 |
| 8     | 1881  | أدولف بيتروفيتش بيرجه      | 1033    |                        |
| 9     | 1884  | أدولف بيتروفيتش بيرجه      | 979     |                        |
| 10    | 1885  | أدولف بيتروفيتش بيرجه      | 982     | ISBN 978-5-458-67813-1 |
| 11    | 1888  | دميتري أركاديفيتش كوبياكوف | 1035    | ISBN 978-5-458-67814-8 |
| 12    | 1904  | دميتري أركاديفيتش كوبياكوف | 1558    |                        |

## ملحوظات
1. ↑  "М. Е. Колесникова // Ставропольский хронограф на 2014 год. — Ставрополь, 2014. — С. 65-69". مؤرشف من الأصل في 2023-12-21. اطلع عليه بتاريخ 2023-12-21. {{استشهاد ويب}}: no-break space character في |عنوان= في مكان 3 (مساعدة)

## الروابط
- "Акты, собранные Кавказской археографической комиссией // в 12 томах". На сайте «Руниверс» (بالروسية). Retrieved 2014-08-24.
- собранные Кавказской археографической комиссией.html أعمال اللجنة الأثرية القوقازية المجموعة in the الموسوعة السوفيتية العظمى, 1969–1978 (in Russian)
- قالب:Книга:Советская историческая энциклопедия